# كورتيس ديكسون
كورتيس ديكسون (بالإنجليزية: Curtis Dickson)‏ هو لاعب اللاكروس أمريكي، ولد في 13 مايو 1988.